# آنتنور (اسطوره‌شناسی)
آنتنور (انگلیسی: Antenor) در جریان حوادث جنگ تروآ مشاور پریاموس از تروآ (شهر) بود.